# Мы, дети станции Зоо (сериал)
«Мы, дети станции Зоо» (нем. Wir Kinder vom Bahnhof Zoo) — немецкий сериал 2021 года, снятый по мотивам книги «Мы, дети станции Зоо». Главные роли в нём сыграли Яна Маккиннон, Лена Урцендовски, Леа Дринда, Микеланджело Фортуцци. Шоу получило неоднозначные отзывы критиков.

## Сюжет
Действие сериала происходит в Западном Берлине в середине 1970-х годов. Его герои — шесть подростков, принимающих наркотики и веселящихся на дискотеках. Литературной основой сценария стала автобиография Кристианы Фельшериноу, которая в 12 лет начала курить гашиш, позже перешла на тяжёлые наркотики и начала работать проституткой в районе железнодорожной станции «Зоологический сад» в Берлине. В 1981 году по мотивам этой книги был снят полнометражный фильм под названием «Мы, дети станции Зоо».

## В ролях
Основной актёрский состав
| Актёр                  | Роль            |
| ---------------------- | --------------- |
| Яна Маккиннон          | Кристиана       |
| Лена Урцендовски       | Стелла          |
| Леа Дринда             | Бабси           |
| Микеланджело Фортуцци  | Бенно           |
| Джеремиас Мейер        | Аксель          |
| Бруно Александр        | Мичи            |
| Анджелина Хенч         | Карин           |
| Себастьян Урзендовский | Роберт          |
| Бернд Хельшер          | Гюнтер Брайтвег |
| Валери Кох             | Нати            |
| Ник Джелилай           | Дижан           |
| Тонио Аранго           | Тристан         |
| Герхард Либманн        | слесарь         |

Второстепенный актёрский состав
| Актёр            | Роль    |
| ---------------- | ------- |
| Стелла Брюкнер   | Николь  |
| Франц Шмидт      | Нилз    |
| Дмитрий Шаад     | Милос   |
| Хейд Саймон      | Луис    |
| Хильдегард Шмаль | Анни    |
| Моника Ошек      | коллега |

## Создание и оценки
Режиссёром сериала стал Филипп Кадельбах, производством занялись компании Constantin Television и Amazon. Главные роли получили Яна Маккиннон, Лена Урцендовски, Леа Дринда и Микеланджело Фортуцци. Съёмки проходили в Берлине и Праге, трейлер появился в декабре 2020 года, а премьера состоялась в феврале 2021 года.
Сериал получил противоречивые отзывы. Рецензент «Медузы» похвалил его за зрелищность. Обозреватель «Афиши» увидел в новых «Детях станции Зоо» определённую нравоучительность («поучительный бубнёж о вреде дурманов») и одномерность характеров, но при этом почувствовал «сумасшедшую молодую энергию», благодаря которой сериал стал «большим высказыванием о поколении Z». Татьяна Алёшичева из «Коммерсанта» констатировала, что сценарист добавил в изначальный сюжет «романтические линии и крепко скроенную драматургию»; в итоге сериал оказался слишком гламурным, а фильм по сравнению с ним кажется «по-настоящему, по-честному неприятным».
Павел Воронков из «Газета.ру» высоко оценил игру Яны Маккиннон и изменения в сценарии по сравнению с фильмом (по его словам, теперь становится понятнее, почему главная героиня стала наркоманкой). Сериал напомнил критику в первую очередь «подростковые хиты „Эйфория“ и „Молокососы“», а не «беспросветные „Груз 200“ и „Реквием по мечте“». Для Алихана Исрапилова («Фильм.ру») сериал Кадельбаха — неудачная экранизация: современный визуал «убивает атмосферу Берлина 70-х», восьмичасовой хронометраж «невыносим», слишком много ненужных подробностей, а наркомания не выглядит на экране как безусловно пугающее явление. Мария Бунеева («Кинотеатр.ру») считает, что «первоисточники стали для сериала костылями, опираясь на которые, двигаться вперед почти невозможно. С иным названием и рекламной кампанией он, скорее всего, не привлек бы повышенного интереса, зато стал бы самостоятельной драмой о тяжелом взрослении шестерых школьников». При этом Бунеева отметила, что «необычные и самые перспективные молодые актеры немецкой киноиндустрии оживляют разрозненный сценарий и смиряют с рассинхроном эпох. Сериал наверняка обеспечит им путь в лучшие проекты, фанатскую базу и идеи на несколько костюмных вечеринок вперед».
Награды и номинации
| Год  | Награда                                  | Категория                                | Номинант                      | Результат | Примечания |
| ---- | ---------------------------------------- | ---------------------------------------- | ----------------------------- | --------- | ---------- |
| 2021 | премия «Новые лица»                      | N/A                                      | Бруно Александр               | Победа    | [ 9 ]      |
| 2021 | Премия „Немецкой телевизионной академии“ | Лучшие визуальные эффекты                | Доминик Тримборн, Дэвид Лаубш | Номинация | [ 10 ]     |
| 2021 | премия „Роми“                            | Лучший книга на телевидении              | Аннетт Хесс, Линда Бриеда     | Номинация | [ 11 ]     |
| 2021 | премия „Роми“                            | Лучшая телевизионная операторская работа | Якуб Бейнарович               | Номинация |            |
| 2021 | Премия немецких киноактеров              | Лучший актер второго плана               | Бернд Хельшер                 | Номинация | [ 12 ]     |
| 2021 | Премия немецких киноактеров              | Лучший молодой актер                     | Леа Дринда                    | Номинация | [ 12 ]     |